# جیووانی آگوستو
جیووانی آگوستو (انگلیسی: Giovanni Agusta؛ 1879 – ۱۹۲۷ (۴۷−۴۸ سال)) مهندس و کارآفرین اهل ایتالیا بود، که شرکت‌های آگوستا و ام‌وی آگوستا را تأسیس کرد.